# Rdečeča zelenolistka
Rdečeča zelenolistka (znanstveno ime Chlorophyllum rhacodes) je užitna goba iz rodu zelenolistk (Chlorophyllum).

## Značilnosti
Rdečeča zelenolistka ima v mladosti kroglast in svetlo siv klobuk, pri odraslih primerkih pa se razpre do premera 15 cm. Odrasle gobe imajo raven, redkeje pa tudi plitvo udrt. Mlade gobe imajo sprva klobuk enotno sive barve, kasneje pa postane luskast. Teme klobuka je vedno enotno sive barve in gladko, na ostali površini pa so pravilno razporejene volnate sive luske, ostanki ovojnice. 
Spodnja stran klobuka je bele barve, in je gosto posejana z velikimi lističi, ki na pritisk rahlo pordečijo (od tod slovensko ime), v katerih je bel trosni prah. Lističi se ne dotikajo beta gobe.
Bet je na spodnjem delu gomoljasto odebeljen ter pri mladih gobah poln, pri starih pa oleseni in postane votel. Na betu je velik premičen obroček bele barve, ki je na robovih puhast. Barva beta je vedno enotna, in se giblje od svetlo do rahlo rdečkasto sive.
Meso gobe je belo in milega okusa in brez vonja. Na poškodovanih mestih se žafranasto rjavo obarva.

## Razširjenost in življenjski prostor
Največkrat raste v skupinah v iglastih gozdovih, po navadi tam, kjer je debela plast odpadlih iglic. Je dokaj pogosta gobja vrsta, ki je razširjena tudi v Sloveniji. 

## Mikroskopske značilnosti
Trosni odtis je bele barve. Trosi so elipsasti in merijo 10–15 x 6–7 μm.

## Podobne vrste
- orjaški dežnik (Macrolepiota procera)
- olivnorjava zelenolistka (Chlorophyllum olivieri)
- vrtna zelenolistka (Chlorophyllum brunneum)

## Uporabnost
Pogojno užitna. Rdečeča zelenolistka je cenjena goba, največkrat se pripravlja panirano ocvrte klobuke. Bet pri odraslih primerkih postane žilav in je neuporaben.